# 北井一夫
北井 一夫（きたい かずお、1944年12月26日 - ）は、日本の写真家。満州国鞍山生まれ。日本大学芸術学部写真学科を中退。1975年、初期の『バリケード』、『三里塚』などルポタージュ性の強い作風から、のちに『いつか見た風景』、『村へ』など、失われつつあった日本の農村の原風景などをテーマにした作品に移行し評価を高めたが、『フナバシストーリー』など新興住宅地の生活を軽く明るく取った作風なども見られ、常に時代と向き合い作風を変化させながらも、その中にいつかどこかで見た懐かしい風景といった印象を与える作品が多い。第1回木村伊兵衛写真賞を受賞。

## 人物
1965年、横須賀港の原子力潜水艦寄港反対闘争をテーマとした写真集『抵抗』を自費出版する。「私の写真は『抵抗』を撮ったことからはじまった」と自ら語っている。『抵抗』は、北井が1964年20歳の時に「社会と写真の秩序への反抗を写真に定着させよう」という試みで出版。これが北井の写真の始まりとなる。あえて教科書的な名作写真とは正反対の「ダメ写真」を狙い、被写体を手ぶれやピンボケ、粗粒子、すり傷だらけで撮影、処理し、1年以上高温多湿な場所に放置したフィルムを現像することで、乳剤面がはがれ張り付いたままのマチエールで全学連のデモを表現した。
1965年から1968年には、新左翼学生運動の全学連学生の運動を撮影。全国の大学で大学民主化を要求する組織全共闘による大学バリケード封鎖が勃発。在学中であった日本大学芸術学部校舎もバリケードで封鎖されたが、ストライキ学生たちと4ヶ月間寝食を共にし撮影。校舎内は学生らの衣食住の場と化し、非日常空間から日常空間へと変化する様子を記録。
1969年から1971年まで、『アサヒカメラ』に新東京国際空港建設反対闘争を取材した写真（『三里塚』）を連載するなど、ドキュメンタリー写真家として活動。当時、多くの同世代の写真家は「写真は都市論だ」として、新宿や渋谷を撮っていたが、北井は若者の熱気にむせ返る都会を好きになれず、あえて経済成長とともに崩壊に向かう日本の農村の生活、風景をテーマにとることを決意。欧米では都市生活をドロップアウトしたヒッピーらが田舎生活を目指した時期と重なる。成田空港反対闘争の農村三里塚をリアリティを持たすために広角レンズで被写体に近づき撮る。
1970年から1973年にかけては、見知らぬ町や村を訪ね歩き、地方での生活者や風景をテーマに撮影。都会を目指し村を捨てる人たちや、農閑期の出稼ぎで人気がなく年寄りと子供ばかりの村の風景を記録するが、父と別居した母の姿を見ることが少なかった自分自身の幼少期に近似性を感じる。北井にとって、撮影行は旅先の風景の中に幼児体験の記憶に残る残像を探し、失われた過去を呼びもどし、作り直す作業となる。これらは『いつか見た風景』（蒼穹舎、1990年）として結実する。
日本の農村の暮らしぶりに迫った『村へ』（1974年～1977年）などの連載がある。1970年代初頭には、漫画家のつげ義春らとともに、下北半島（青森県）や国東半島（大分県）などの僻地への撮影旅行を繰り返し、アサヒグラフに発表。その後、単行本『つげ義春流れ雲旅』（朝日ソノラマ 1971年、共著 絵:つげ義春、文章:大崎紀夫、写真:北井一夫）として刊行。すでに失われてた日本の原風景や昭和の日本人を記録するなど当時写真が都市を志向する中、「村」にこだわる強い姿勢を示した。また、北京を撮影した写真集を発表したり中国の写真家を日本に紹介するなどの活動も行っている。
北井の作風は、見る者に新鮮でありながら懐かしい感情を想起させるものが多いが、その理由はどんなテーマであれ、そこに内在する「日常」に目を向けるとともに内側からの目線で表現されたものである。写真家団体やグループには一切所属せず、他の写真家との師弟関係も有せず、独自にキャリアを重ねてきた。昭和、平成という激動の社会の変化に翻弄されながら、個としての存在価値を模索する現代人に多く共感をされやすい身近で真実性のあるドキュメンタリー作家であるとの評価がある。

## 略歴
- 1944年12月26日 - 中華人民共和国遼寧省鞍山市に生まれる[2]。
- 1965年 - 日本大学芸術学部写真学科中退[2]。最初の写真集『抵抗』を自費出版。
- 1971年 - 『つげ義春流れ雲旅』（共著 絵:つげ義春、文章:大崎紀夫、写真:北井一夫 朝日ソノラマ 1971年）刊行[4]。
- 2012年 - 11月24日から翌2013年1月27日にかけて東京都写真美術館で個展を開催。代表作から最新作「道」まで206点を展示した回顧・集成展であった。美術館での個展は初[1]。
- 2014年2月6日-3月17日 - 北井一夫写真展「COLORいつか見た風景」を開催（キヤノンホール S）[6]。
- 2014年11月 - ドキュメンタリー映画『三里塚に生きる』で撮影を担当。
- 2015年 - 約半世紀の時を経て、一度もプリントされることのなかった横須賀基地の街を撮ったネガカラーが、写真集『抵抗 カラー補足版』として完成。
- 2016年 - 1970年代の僻地の村を収めた写真集『流れ雲旅』（ワイズ出版）を刊行[4]。
- 2017年 - 成田空港問題（三里塚闘争）を題材としたドキュメンタリー映画『三里塚のイカロス』で写真を担当[7]。

## 受賞歴
- 1972年 - 第22回日本写真協会新人賞[2]。
- 1976年 - 第1回木村伊兵衛写真賞[2]。
- 2013年 - 日本写真協会賞作家賞

## 写真集『抵抗』
写真集『抵抗』には、カラー写真12枚を使いたかったが、経済的理由でモノクロームを使用。1964年11月7日、20歳だった北井はアメリカ原子力潜水艦横須賀寄港に反対する全学連の闘争の様子をカメラで記録する。写真をやめるつもりで1年以上も放置していたモノクロームフィルムの劣化自体をマチエールに見立て撮影をするが、社会に反抗する学生の姿が北井自身の“写真の秩序”への反抗と重ね、写真化するという試みともなった。ピンボケに手ぶれ、劣化したフィルムの粗粒子感が模範的な写真へのアンチテーゼとも映り思わぬ効果を上げた。これを元に写真集を刊行するつもりでさらに、横須賀基地周辺のアメリカ兵相手のバー街をネガカラーで撮影した。学生らのデモと機動隊をモノクロームで、横須賀のバー街にたむろする米兵らをカラーで撮り対比を繰り返すページ構成を想定したものの、制作費の困窮から断念。翌1965年に全ページモノクロームの最初の写真集『抵抗』を自費出版する。
2015年、約半世紀の時を経て。一度もプリントされることのなかった横須賀基地の街を撮ったネガカラーが、写真集『抵抗 カラー補足版』として完成する。出版にあわせて展覧会が2015年6月25日～6月30日に開催された。

## 主な写真集
- 『抵抗』未來社、1965年 - 1964年、20歳の時に「社会と写真の秩序への反抗を写真に定着させよう」という試みで出版。これが期待の写真の始まりとなる。
- 『三里塚』のら社、1971年
- 『村へ』淡交社、1980年
- 『渡し船』角川書店
- 『浦安1978年　境川の人々』
- 『新世界物語』現代書館
- 『英雄伝説アントニオ猪木』柴田書店、1982年12月
- 『信濃遊行』ぎょうせい、1987年8月
- 『フナバシストーリー』六興出版、1989年
- 『いつか見た風景』蒼穹舎、1990年
- 『おてんき』宝島社、1994年
- 『1970年代 NIPPON』冬青社、2001年6月
- 『1990年代北京』冬青社、2004年3月
- 『80年代フナバシストーリー』冬青社、2006年
- 『Walking with Leica〈1〉』冬青社、2009年1月
- 『Walking with Leica〈2〉』冬青社、2009年10月
- 『Barricade』Harper's Books2012年
- 『道』禅フォトギャラリー2014年
- 『流れ雲旅』（ワイズ出版）2016年5月 - つげ義春が挿絵を、朝日新聞社の大崎紀夫が文章担当した共著『つげ義春流れ雲旅』（朝日ソノラマ）に掲載された写真の一部と、収録されなかった写真を新たに焼き起こした写真で構成。編集にあたりオリジナルプリントで見えにくかった部分にデジタル修正を施し、やや黄色味を帯びた紙を使用した上、写真部分にのみニスを敷くことで温かみを加味し、時間の経過とともに風合いがよりよく変化してゆくことを想定した特殊仕上げになっている[8][9]。

## 関連人物
- つげ義春
- 大崎紀夫